# Contea di Changhai
La contea di Changhai (长海县S, Chánghǎi XiànP) è una contea della Cina, situata nella provincia di Liaoning e amministrata dalla prefettura di Dalian.